# Code Red (groupe)
 (mars 2018).
Pour les articles homonymes, voir Code Red (homonymie).
Code Red est un boys band anglais.

## Histoire
Phillip Andrew Rodell, Neil James Watts, Lee John Missen et Roger Ratajczak forment eux-mêmes un groupe vocal. Ils signent chez Polydor. Ils participent à la sélection britannique pour le Concours Eurovision de la chanson 1996 avec I Gave You Everything et finissent deuxième.
Le premier album, Scarlet, sort l'année suivante, accompagnée de trois singles This Is Our Song, Is There Someone Out There? et Can We Talk, reprise de Tevin Campbell.
Deux ans plus tard, ils sortent l'album Missin You Already dont le single What Good Is A Heart est numéro deux de la MTV Asia Hitlist.

## Discographie
Albums
- 1997 : Scarlet
- 1999 : Missin You Already
- 2001 : Crimson

Singles
- 1996 : I Gave You Everything - UK #50
- 1996 : This Is Our Song - UK #59
- 1997 : Can We Talk - UK #29
- 1997 : Is There Someone Out There? - UK #34
- 1998 : What Would You Do If... ? - UK #55

## Source de la traduction
- (en) Cet article est partiellement ou en totalité issu de l’article de Wikipédia en anglais intitulé « Code Red (British band) » (voir la liste des auteurs).